# Hydropsyche tismanae
Hydropsyche tismanae är en nattsländeart som beskrevs av Murgoci 1968. Hydropsyche tismanae ingår i släktet Hydropsyche och familjen ryssjenattsländor. Inga underarter finns listade i Catalogue of Life.